# 安部友裕
安部 友裕（あべ ともひろ、1989年6月24日 - ）は、福岡県北九州市出身の元プロ野球選手（内野手）。右投左打。野球解説者・スポーツ指導者。株式会社HAKI pro 代表取締役。
2023年6月7日より山陽高校女子硬式野球部特任コーチ、2023年8月より小学生の軟式野球チーム「カープジュニア」8代目監督を務める。

## 来歴

### プロ入り前
小学校2年から野球を始め、北九州市立板櫃中学校では小倉バディーズに所属し、2年の時に俊足を活かすため、右打ちから左打ちに転向した。
福岡工大城東高に進学すると、2年時にレギュラーを獲得するも夏の甲子園では怪我でベンチ入りに留まった。3年の夏の県大会は足の故障で1回戦はベースコーチを務め、2回戦から不慣れな外野を守るもその2回戦でチームは敗れた（安部の1学年後輩に笠原将生、2学年後輩に梅野隆太郎がいた）。全国的には無名ながら高校屈指の内野手として評価され、12球団すべてのチームから調査書が届いた。
2007年10月3日の高校生ドラフト会議で、唐川侑己の抽選に外れた広島東洋カープに1巡目指名を受けた。11月11日に契約金7000万円、年俸600万円（推定）で仮契約。背番号は60。

### 広島時代
2008年は、二軍で49試合に出場。打撃は打率2割とやや苦戦したが盗塁9個、犠打10個を記録した。守備も二軍内野守備・走塁コーチだった岡義朗からの指導と練習で成長を見せ、フェニックス・リーグでは全試合スタメン、秋季キャンプでも主力選手中心の日南組に抜擢された。
2011年6月6日、代打として一軍初出場。同年は二軍で盗塁王を獲得した。
2013年は自身初となる開幕一軍入り。6月28日の阪神タイガース戦で逆転負けに繋がる適時失策を犯すとその後は精彩を欠いたプレーが目立つようになり9月に二軍へ降格した。
2014年は一軍では3試合に出場、2度目となる二軍での盗塁王を獲得し「1度目の受賞は嬉しかったが、今回は悔しい気持ちが大きい。自分がまだ二軍にいるということなので」と述べた。この年、一般女性と結婚。
2015年は4月7日に同シーズン初めて出場選手登録され、同月9日（対読売ジャイアンツ戦）に2013年8月11日以来606日ぶりの先発出場を果たした。26試合に出場し打率.243、終盤は三塁手としても出場。
2016年はオープン戦から好調だった。レギュラーシーズン当初は打率0割台と不振に喘いだものの徐々に調子を上げ、5月8日に猛打賞を記録し3割に乗せた。エクトル・ルナの離脱を機に、主に相手チームの先発投手が右投手の場合に三塁手としてスタメン出場するようになり、スタメンを外れた試合でも代打や守備固めからの出場機会を得た。最終的に自己最多の115試合出場、6本塁打、33打点、企図数は7ながら盗塁成功率100%を記録し、飛躍のシーズンになると同時にチームのリーグ優勝に貢献した。
2017年は、123試合に出場し、自身初の規定打席に到達。9月5日の阪神との首位攻防戦でラファエル・ドリスから値千金の逆転サヨナラ2点本塁打を放ったことによってチームのマジック再点灯に貢献した。打率.310（リーグ4位）、4本塁打、49打点、17盗塁を記録し、チームのセ・リーグ連覇に貢献した。近年は三塁手としての出場が多かったが、同年はチーム状況に応じて一塁手や二塁手も守った。11月22日に背番号が6に変更されることが発表された。また、推定年俸4600万円（2500万円増）で契約を更改した。
2018年は、三塁手のレギュラーとして開幕を迎えたが、6月14日の時点で打率.179と深刻な打撃不振に陥り出場選手登録を抹消された。その後一軍に復帰したものの、8月5日の対横浜DeNAベイスターズ戦で守備捕球の際に右手中指を骨折、8月7日に再び登録を抹消された。福岡ソフトバンクホークスとの日本シリーズでは全試合に先発出場し、第3戦（10月30日・福岡ヤフオク!ドーム）で鈴木誠也とともに2本塁打を記録。1試合で2選手が2発を放つのは日本シリーズ史上初の快挙であった。
2019年は、レギュラー確保には至らなかったものの、年間を通して他選手と併用で主に三塁手として起用された。打撃面では、開幕戦の決勝本塁打や7月23日中日戦でのサヨナラ本塁打を放つなど要所で活躍し、シーズン通算では自己最多の8本塁打・打率.254の成績を残した。
2020年は、年間通して状態が上がらずその間に三塁のレギュラーに堂林翔太、一軍の守備固めのポジションも三好匠が台頭し一軍出場26試合と激減。二軍でもわずか18試合に終わり、契約更改では野球協約が定める減額制限（1億円以下は25%）に迫る1050万円減の年俸3250万円でサインをした。
2021年は、85試合に出場し打率.252、1本塁打、12打点を記録した。
2022年は二軍では打率.368、出塁率.437の好成績をマークしたものの坂倉将吾、小園海斗といった若手の台頭もあり、2010年以来12年ぶりに一軍出場無しに終わった。10月22日に2023年シーズンの契約を結ばないことを球団より発表された。

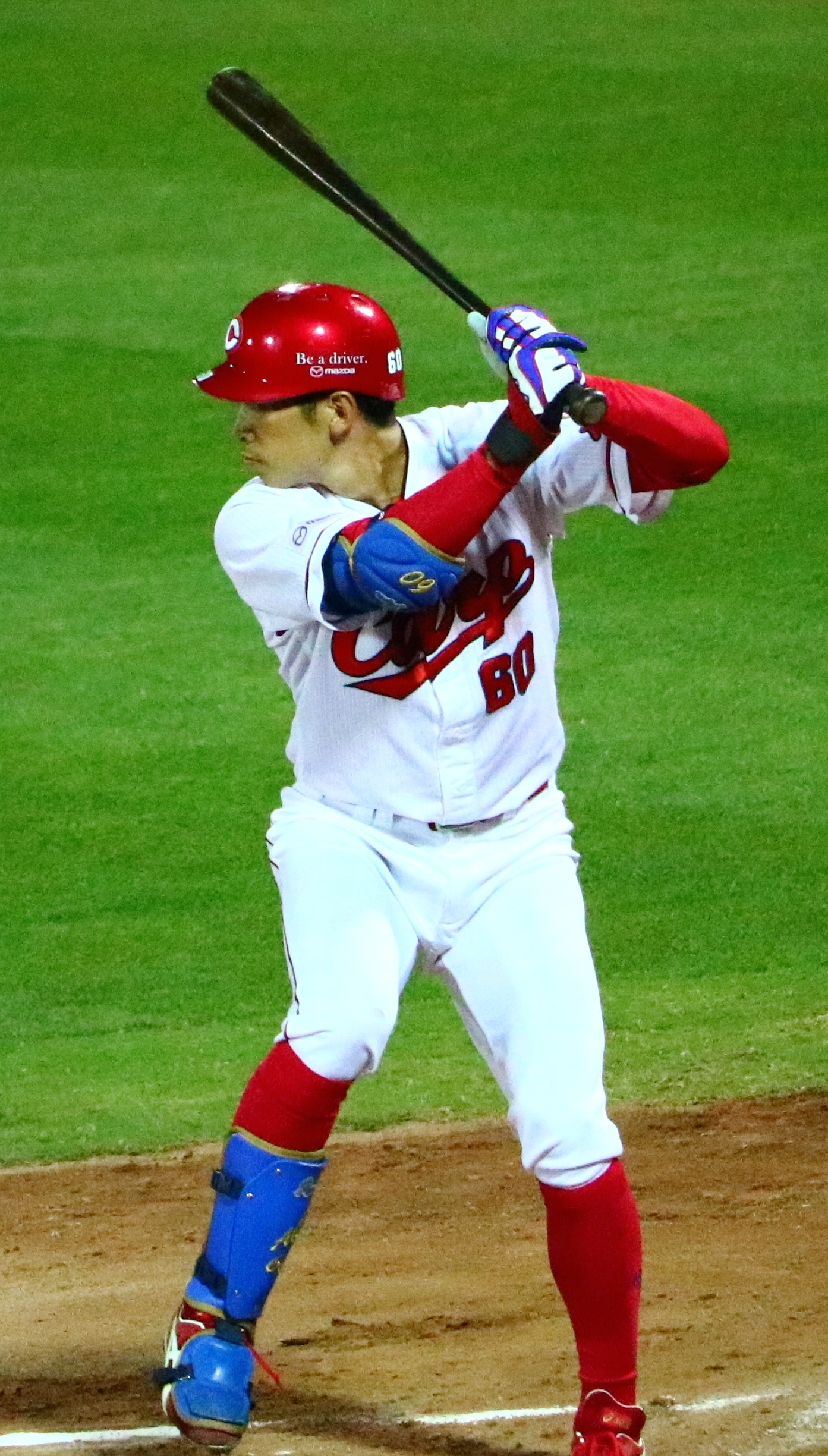
打席での安部（2017年6月15日 MAZDA Zoom-Zoom スタジアム広島にて）

11月8日開催の12球団合同トライアウトでは1安打を放ち、九州アジアリーグ・福岡北九州フェニックスからオファーを受けるも同月14日、現役引退を発表した。

### 現役引退後
引退後はフリーの野球指導者となるほか、J SPORTS他に出演のフリーの野球解説者、テレビ出演も受けていく予定。
2022年12月8日よりテレビ新広島TSSライク!木曜放送分の地元取材コーナーにレギュラー出演。
2023年3月24日、株式会社HAKI proを設立し、代表取締役に就任。教育・健康分野での新事業展開を目指す。
2023年6月7日付で、広島県広島市西区の私立山陽高等学校女子硬式野球部特任コーチに就任した事が、同校より発表された
。
2023年7月5日、広島県パラスポーツ協会より、インクルーシブ・スポーツ・フェスタ広島2023の公式サポーターに任命された。
2023年8月、広島東洋カープジュニアチーム（NPB12球団ジュニアトーナメント）監督就任
。

## 選手としての特徴・人物
走攻守三拍子揃った内野手。高校通算39本塁打、遠投110m、50m5秒8。高校時代の監督からは真面目で素直な性格と評されている。
同級生である東京ヤクルトスワローズ投手の木谷良平とは小倉バディーズ時代のチームメイトであり、互いの出身中学も学区が隣同士であった。
広島で同僚の野村祐輔とは全く同じ生年月日であり、しかも同じ病院で出生していて安部の方が野村よりも30分早く生まれている。
カープ内野陣の先輩である梵英心（現オリックス・バファローズコーチ）を慕っており、自主トレを共にするなどしていた。梵の退団後、背番号6（梵の元背番号）を引き継ぐ運びとなった際、真っ先に梵本人に報告した。
2014年7月22日に、１年半の交際期間を経て福岡県出身の７歳年上の一般女性と結婚した。
自身のキャッチフレーズである『覇気』は、本人曰くONE PIECEからの引用ではないとの事。二軍出場が主であった時期、当時選手兼コーチであった東出輝裕から度々「覇気が無い」と叱咤された事から、自分なりに強固な意志を持つ為の言葉と捉え、ブレイク後にヒーローインタビュー等でこの言葉を印象的に発し続けたところ、球団公式グッズにも採用され、以後『覇気』は安部の代名詞となった。

## 詳細情報

### 年度別打撃成績
| 年 度      | 球 団      | 試 合 | 打 席 | 打 数 | 得 点 | 安 打 | 二 塁 打 | 三 塁 打 | 本 塁 打 | 塁 打 | 打 点 | 盗 塁 | 盗 塁 死 | 犠 打 | 犠 飛 | 四 球 | 敬 遠 | 死 球 | 三 振 | 併 殺 打 | 打 率 | 出 塁 率 | 長 打 率 | O P S |
| ---------- | ---------- | ----- | ----- | ----- | ----- | ----- | -------- | -------- | -------- | ----- | ----- | ----- | -------- | ----- | ----- | ----- | ----- | ----- | ----- | -------- | ----- | -------- | -------- | ----- |
| 2011       | 広島       | 8     | 20    | 20    | 3     | 3     | 0        | 0        | 0        | 3     | 0     | 0     | 0        | 0     | 0     | 0     | 0     | 0     | 6     | 0        | .150  | .150     | .150     | .300  |
| 2012       | 広島       | 53    | 135   | 119   | 15    | 30    | 3        | 0        | 1        | 36    | 2     | 5     | 2        | 9     | 0     | 7     | 0     | 0     | 21    | 1        | .252  | .294     | .303     | .596  |
| 2013       | 広島       | 75    | 142   | 123   | 13    | 27    | 4        | 0        | 1        | 34    | 8     | 5     | 2        | 6     | 1     | 12    | 0     | 0     | 31    | 1        | .220  | .287     | .276     | .563  |
| 2014       | 広島       | 3     | 3     | 3     | 0     | 1     | 0        | 0        | 0        | 1     | 0     | 0     | 0        | 0     | 0     | 0     | 0     | 0     | 0     | 0        | .333  | .333     | .333     | .667  |
| 2015       | 広島       | 26    | 74    | 70    | 6     | 17    | 0        | 0        | 0        | 17    | 2     | 1     | 2        | 3     | 0     | 1     | 0     | 0     | 6     | 1        | .243  | .254     | .243     | .504  |
| 2016       | 広島       | 115   | 292   | 259   | 23    | 73    | 12       | 4        | 6        | 111   | 33    | 7     | 0        | 7     | 5     | 19    | 2     | 1     | 64    | 3        | .282  | .327     | .429     | .756  |
| 2017       | 広島       | 123   | 455   | 413   | 63    | 128   | 17       | 4        | 4        | 165   | 49    | 17    | 5        | 12    | 1     | 27    | 1     | 2     | 94    | 3        | .310  | .354     | .400     | .754  |
| 2018       | 広島       | 72    | 252   | 220   | 32    | 52    | 11       | 4        | 4        | 83    | 24    | 7     | 1        | 7     | 2     | 21    | 3     | 2     | 60    | 1        | .236  | .306     | .377     | .683  |
| 2019       | 広島       | 114   | 295   | 264   | 23    | 67    | 12       | 0        | 8        | 103   | 28    | 5     | 2        | 6     | 1     | 23    | 0     | 1     | 60    | 9        | .254  | .315     | .390     | .705  |
| 2020       | 広島       | 26    | 44    | 38    | 6     | 7     | 3        | 0        | 0        | 10    | 2     | 0     | 1        | 2     | 0     | 4     | 0     | 0     | 17    | 1        | .184  | .262     | .263     | .525  |
| 2021       | 広島       | 85    | 170   | 151   | 8     | 38    | 5        | 0        | 1        | 46    | 12    | 2     | 1        | 1     | 2     | 15    | 2     | 1     | 47    | 2        | .252  | .320     | .305     | .624  |
| 通算：11年 | 通算：11年 | 700   | 1882  | 1680  | 192   | 443   | 67       | 12       | 25       | 609   | 160   | 49    | 16       | 53    | 12    | 129   | 8     | 7     | 406   | 22       | .264  | .317     | .363     | .679  |

### 年度別守備成績
内野守備
| 年 度 | 球 団 | 一塁  | 一塁  | 一塁  | 一塁  | 一塁  | 一塁     | 二塁  | 二塁  | 二塁  | 二塁  | 二塁  | 二塁     | 三塁  | 三塁  | 三塁  | 三塁  | 三塁  | 三塁     | 遊撃  | 遊撃  | 遊撃  | 遊撃  | 遊撃  | 遊撃     |
| 年 度 | 球 団 | 試 合 | 刺 殺 | 補 殺 | 失 策 | 併 殺 | 守 備 率 | 試 合 | 刺 殺 | 補 殺 | 失 策 | 併 殺 | 守 備 率 | 試 合 | 刺 殺 | 補 殺 | 失 策 | 併 殺 | 守 備 率 | 試 合 | 刺 殺 | 補 殺 | 失 策 | 併 殺 | 守 備 率 |
| ----- | ----- | ----- | ----- | ----- | ----- | ----- | -------- | ----- | ----- | ----- | ----- | ----- | -------- | ----- | ----- | ----- | ----- | ----- | -------- | ----- | ----- | ----- | ----- | ----- | -------- |
| 2011  | 広島  | -     | -     | -     | -     | -     | -        | -     | -     | -     | -     | -     | -        | 2     | 0     | 2     | 1     | 0     | .667     | 5     | 6     | 9     | 1     | 0     | .938     |
| 2012  | 広島  | -     | -     | -     | -     | -     | -        | 35    | 79    | 82    | 2     | 14    | .988     | -     | -     | -     | -     | -     | -        | 2     | 0     | 1     | 0     | 0     | 1.000    |
| 2013  | 広島  | -     | -     | -     | -     | -     | -        | 8     | 5     | 11    | 1     | 2     | .941     | 7     | 0     | 2     | 1     | 0     | .667     | 37    | 29    | 65    | 4     | 12    | .959     |
| 2015  | 広島  | -     | -     | -     | -     | -     | -        | -     | -     | -     | -     | -     | -        | 22    | 18    | 33    | 0     | 2     | 1.000    | -     | -     | -     | -     | -     | -        |
| 2016  | 広島  | 2     | 6     | 0     | 0     | 0     | 1.000    | 5     | 3     | 7     | 0     | 0     | 1.000    | 93    | 66    | 112   | 6     | 6     | .967     | -     | -     | -     | -     | -     | -        |
| 2017  | 広島  | 27    | 163   | 16    | 1     | 17    | .994     | 7     | 10    | 14    | 1     | 2     | .960     | 91    | 46    | 168   | 8     | 5     | .964     | -     | -     | -     | -     | -     | -        |
| 2018  | 広島  | 19    | 89    | 7     | 2     | 3     | .980     | 5     | 4     | 5     | 0     | 2     | 1.000    | 57    | 40    | 89    | 6     | 9     | .956     | -     | -     | -     | -     | -     | -        |
| 2019  | 広島  | 37    | 74    | 6     | 0     | 6     | 1.000    | 2     | 1     | 1     | 0     | 0     | 1.000    | 74    | 37    | 106   | 10    | 13    | .935     | -     | -     | -     | -     | -     | -        |
| 2020  | 広島  | 1     | 9     | 1     | 0     | 1     | 1.000    | 7     | 5     | 11    | 1     | 1     | .941     | 2     | 4     | 2     | 0     | 1     | 1.000    | -     | -     | -     | -     | -     | -        |
| 2021  | 広島  | 28    | 71    | 5     | 1     | 9     | .987     | 10    | 13    | 23    | 1     | 5     | .973     | 24    | 16    | 27    | 2     | 1     | .956     | -     | -     | -     | -     | -     | -        |
| 通算  | 通算  | 114   | 412   | 35    | 4     | 36    | .991     | 79    | 120   | 154   | 6     | 26    | .979     | 372   | 227   | 541   | 34    | 37    | .958     | 44    | 35    | 75    | 5     | 12    | .957     |

外野守備
| 年 度 | 球 団 | 外野  | 外野  | 外野  | 外野  | 外野  | 外野     |
| 年 度 | 球 団 | 試 合 | 刺 殺 | 補 殺 | 失 策 | 併 殺 | 守 備 率 |
| ----- | ----- | ----- | ----- | ----- | ----- | ----- | -------- |
| 2012  | 広島  | 3     | 3     | 0     | 0     | 0     | 1.000    |
| 2013  | 広島  | 2     | 1     | 0     | 0     | 0     | 1.000    |
| 2016  | 広島  | 1     | 2     | 0     | 0     | 0     | 1.000    |
| 2021  | 広島  | 1     | 0     | 0     | 0     | 0     | ----     |
| 通算  | 通算  | 7     | 6     | 0     | 0     | 0     | 1.000    |

### 表彰
- 月間サヨナラ賞：1回（2017年9・10月）

### 記録
初記録
- 初出場：2011年6月6日、対福岡ソフトバンクホークス4回戦（MAZDA Zoom-Zoom スタジアム広島）、8回裏に青木高広の代打で出場
- 初打席：同上、8回裏に大場翔太の前に空振り三振
- 初先発出場：2011年6月11日、対千葉ロッテマリーンズ3回戦（千葉マリンスタジアム）、9番・三塁手で先発出場
- 初安打：同上、9回表に渡辺俊介から左前安打
- 初盗塁：2012年6月17日、対埼玉西武ライオンズ4回戦（西武ドーム）、7回表に二盗（投手：十亀剣、捕手：星孝典）
- 初本塁打・初打点：2012年7月31日、対横浜DeNAベイスターズ13回戦（平塚球場）、5回表に小林太志から右中間ソロ

### 背番号
- 60（2008年 - 2017年）
- 6（2018年 - 2022年）

### 登場曲
- 「U」JAY'ED（2015年）
- 「It's My Life」BON JOVI（2016年）

## 関連情報

### 出演
テレビ
- 広島テレビ『進め!スポーツ元気丸』コメンテーター（随時交替出演）
- 広島ホームテレビ『フロントドア』リポーター
- 広島ホームテレビ『ピタニュー』（2023年 - ）
  - 毎週火曜コメンテーター
  - 毎週火曜コーナー「アベレン」（2023年10月 - ）カープ後輩中田廉とコンビで出演
    - ピタニュー新春SP アベレン〜カープOBトッティーに会いに行こう！世羅満喫の旅〜（2024年1月6日）
- ひろしま県議会ダイジェスト（2023年7月16日 - 、広島テレビ）※森﨑浩司出演の回あり

過去の出演
- 覇気よとどけ～元カープ安部友裕が描く夢～（2022年12月29日、テレビ新広島）
- コネクトスペシャル「みんなのカープ県民大会議 開幕直前SP！」第2部（2023年3月17日、NHK広島）
- テレビ新広島『TSSライク!』（2022年 - 2025年3月27日）木曜コメンテーター
  - 木曜コーナー「覇気！安部友裕のツイセキ」（2022年12月8日 - 2025年3月27日）

### 講演会
- 広島広告協会（2023年11月15日、中国新聞ホール）
- 公益社団法人 広島県薬剤師会 演題「覇気の正体」（2023年11月25日 広島県薬剤師会館2Fホール）
- 広島県里親制度推進フォーラム「広げよう、子どもの居場所～広島東洋カープＯＢ安部友裕さんとトークショー～」（2023年12月17日、合人社ウェンディひと・まちプラザ）